# Charles Debbas
Pour les articles homonymes, voir Debbas.
Charles Debbas (arabe : شارل دباس), né le 16 avril 1884 à Beyrouth et mort le 22 août 1935 dans le seizième arrondissement de Paris, est un homme d'État libanais, constitutionnaliste grec-orthodoxe, qui fut le premier président de la République libanaise de 1926 à 1933 (sous mandat français).

## Biographie

### Études
Après des études chez les Pères Jésuites à Beyrouth, Charles Debbas fait son droit à Paris et sortira doctorant en droit.

### Vie privée
Il rencontre Marcelle Burgart, infirmière de profession, dans un hôpital à Paris et se marie avec elle le 24 octobre 1919 à Neuilly-sur-Seine.

### Carrière politique
Il est nommé, le 20 octobre 1920, directeur des services judiciaires du Grand Liban par le secrétaire du Haut Commissaire à Beyrouth Robert de Caix.
Pendant la période du mandat français au Liban, il est nommé ministre de la Justice, puis président de l'Assemblée Nationale, et enfin premier Président de la République du Liban il fut élu président en 1926, puis réélu en 1929 par 42 voix sur 44, il fut maintenu à son poste jusqu’en janvier 1934 par le mandat français. Sous sa présidence, le désarmement du Grand Liban fut décidé, et il instaura le baccalauréat obligatoire pour l'exercice des professions libérales. Il fut également ministre de la Justice et président de la Chambre des Députés en 1934.
En 1934, il se remet une lettre de démission afin de se démettre de ses fonctions présidentielles ; il sera remplacé par Habib Pacha El-Saad.

### Décès
Il meurt à l'âge de 51 ans le 22 août 1935, 6 rue Piccini, dans le seizième arrondissement de Paris.
Il repose à Beyrouth au cimetière Mar Mitr, aux côtés de son épouse décédée en 1960, à Paris. Une place porte son nom.

## Activités maçonniques
Il était membre de la franc-maçonnerie et fut initié en 1907 à la loge maçonnique Le Liban située à Beyrouth sous la juridiction du Grand Orient de France.